# Tawera Tarn
Der Tawera Tarn ist ein Gebirgssee im Southland District der Region Southland auf der Südinsel von Neuseeland.

## Geographie
Der Tawera Tarn befindet sich rund 2,5 km östlich des Irene River, rund 4,8 km südsüdwestlich des Lake Mackinnon und rund 4,3 km nordwestlich der Murchison Mountains. Der See, der auf einer Höhe von 623 m anzutreffen ist, liegt eingebettet von bis zu 1859 m hohen Bergen und umfasst eine Fläche von rund 15,1 Hektar. Mit einer Nordwest-Südost-Ausdehnung erstreckt sich der See über eine Länge von rund 735 m und misst an seiner breitesten Stelle rund 370 m. Die Uferlinie, die den Seeumfang bestimmt, kommt auf eine Länge von rund 1,97 km.
Gespeist wird der See über einige wenige Gebirgsbäche. Seine Entwässerung findet am nördlichsten Punkt des Tawera Tarn statt und geht dort in einen nicht näher bezeichneten Bach und nachfolgend einem Stream über, der den rund 4,8 km nordnordöstlich gelegenen Lake Mackinnon speist.